# Becerril de Campos (kommunhuvudort)
Becerril de Campos är en kommunhuvudort i Spanien.   Den ligger i provinsen Provincia de Palencia och regionen Kastilien och Leon, i den norra delen av landet, 200 km norr om huvudstaden Madrid. Becerril de Campos ligger 769 meter över havet och antalet invånare är 1 021.
Terrängen runt Becerril de Campos är platt. Runt Becerril de Campos är det ganska tätbefolkat, med 155 invånare per kvadratkilometer. Närmaste större samhälle är Palencia, 14,6 km sydost om Becerril de Campos. Trakten runt Becerril de Campos består till största delen av jordbruksmark.